# Quédate esta noche
"Quédate esta noche" (Fica esta noite) foi a canção que representou a Espanha no Festival Eurovisão da Canção 1980. A referida canção tinha letra e música de José Antonio Martin e foi orquestrada por Javier Iturralde.
A canção é alegre e fala-nos de alguém que pede a outra pessoa para ficar com ela porque gosta muito dela, propõe mesmo que durma com ela. 
A canção foi a décima canção (penúltima) a desfilar no certame, a seguir ao irlandês com  "What's Another Year" e antes da banda belga Telex com "Euro-Vision". No final da votação, recebeu 38 pontos e classificou-se no 12.º lugar (entre 19 países participantes). 